# 賴萬耀
賴萬耀（？—1638年），字天熙，號嵩葵，广东韶州府英德县人。明朝官员。

## 生平
萬曆四十三年（1615年）乙卯科广东鄉試舉人，天啓二年（1622年）壬戌科進士。都察院观政，初令江西乐平县，五年调繁南昌，七年亲丧归，庐墓者六年。崇祯四年（1631年）补知永年县，邑大治。时临洺有寇，抱病率兵击之，得首功三百余级，五年升南京户部广东司主事，迁江西司员外郎，榷税芜湖，作三则题请，奉旨勒碑，商民交颂其惠。崇祯七年（1634年）升江南粮储道，总理苏松等处漕务兵备佥事，三运积劳，十一年卒于任，赠光禄寺少卿。